# 沙格岩
53°33′S 42°02′W / 53.550°S 42.033°W

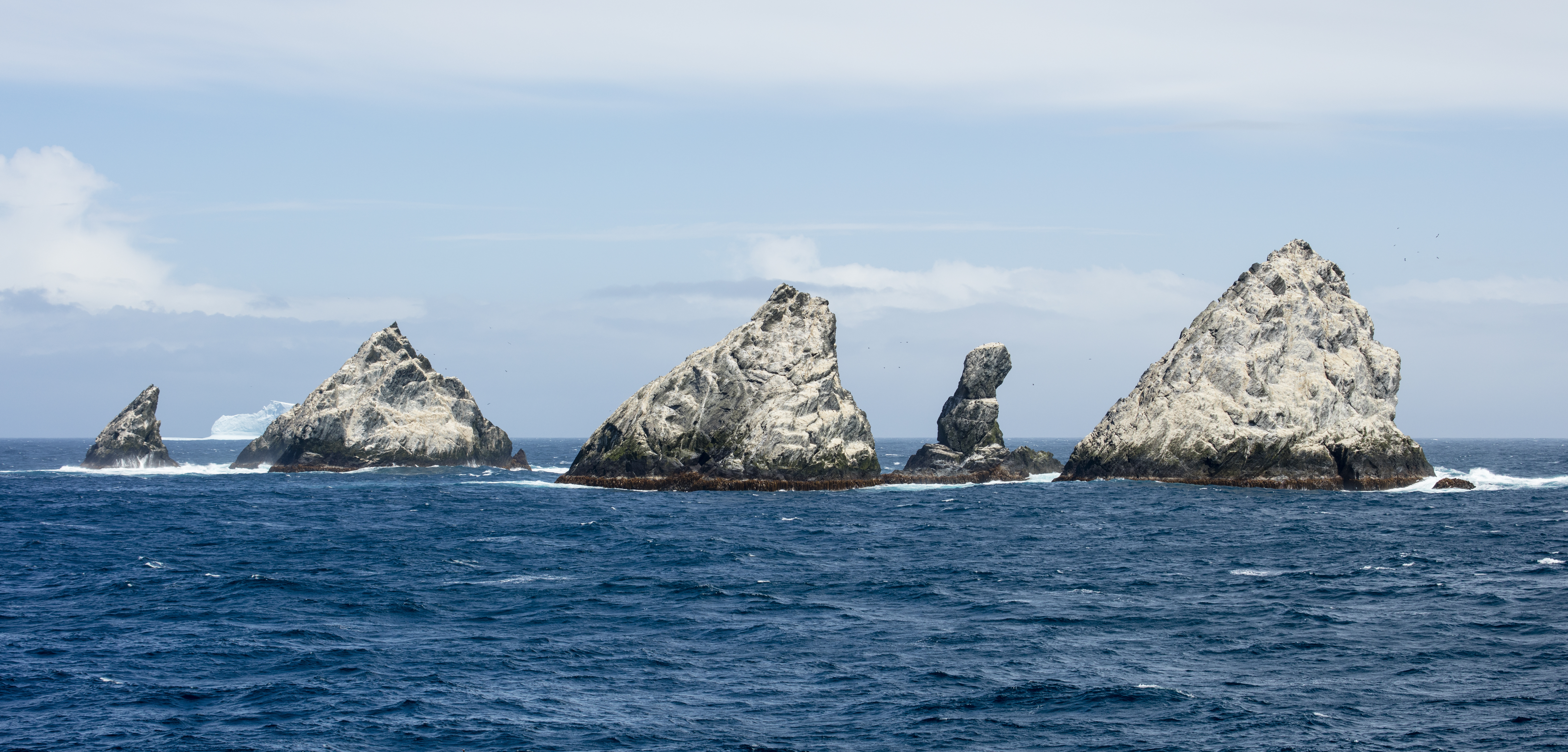

沙格岩是大西洋的群島，位於福克蘭群島以東約1,000公里，屬於南喬治亞群島的一部分，由6個島嶼組成，面積0.2平方公里，最高點海拔高度75米，島上無人居住。

## 外部連結
- CIA World Factbook Entry South Georgia （页面存档备份，存于）
- The Shag Rocks, South Atlantic Ocean at Britlink.